# مايكل ريتشارد بلومان
ولد مايكل ريتشارد بلومان في 20 يوليو عام 1965م هو ملحن  بريطاني.

## حياته
ولد بلومان في إنجلترا، تعلم العزف على البوق في سن الثالثة سرعان ما نما اهتمام بلومان بالموسيقى، كان بلومان عضوًا في مجموعات موسيقى الجاز والروك، في سن الرابعة عشر حصل بلومان على أول عمل تلفزيوني تجاري، في سن السادسة عشر حصل بلومان على عقد تسجيل وأنتج ألبومه الأول باسم (The Now Sounds of Today).

## روابط خارجية
- مايكل ريتشارد بلومان على موقع IMDb (الإنجليزية)
- مايكل ريتشارد بلومان على موقع ميوزك برينز (الإنجليزية)
- مايكل ريتشارد بلومان على موقع أول ميوزيك (الإنجليزية)
- مايكل ريتشارد بلومان على موقع ديسكوغز (الإنجليزية)
- مايكل ريتشارد بلومان على موقع قاعدة بيانات الفيلم (الإنجليزية)